# Synsepalum brevipes
Synsepalum brevipes là một loài thực vật có hoa trong họ Hồng xiêm. Loài này được (Baker) T.D.Penn. miêu tả khoa học đầu tiên năm 1991.